# 西村善嗣
西村善嗣（にしむら よしつぐ、1957年 - ）は、日本の財務官僚。

## 来歴
京都府出身。大阪教育大学附属高等学校天王寺校舎、京都大学法学部卒業。京大在学中に国家公務員上級試験（甲・法律）と司法試験に合格。1980年 大蔵省入省（大臣官房文書課）。1986年7月 青梅税務署長。人事院事務総局、銀行局保険部、内閣法制局参事官などを歴任。1997年7月 証券局証券業務課投資管理室長。1998年6月 金融企画局市場課投資サービス室長。その後は大阪国税局課税第一部長、東京国税局調査第一部長、国税庁課税部審理室長、国税庁課税部法人課税課長などを経て、2006年7月 国税庁長官官房総務課長。2007年7月 国税庁長官官房審議官。2009年7月 関東信越国税局長。2010年7月 国税庁課税部長。2012年8月17日に国税庁次長となり、2013年2月1日からは税務大学校長を兼務。2013年6月28日より東京国税局長。2014年7月 退官。同年12月 弁護士登録（第一東京弁護士会）。同年12月1日 三宅法律事務所客員弁護士。2015年6月 株式会社だいこう証券ビジネス監査役。

## 略歴
- 1980年4月：大蔵省入省（大臣官房文書課）[2]。
- 1983年：銀行局検査部管理課調査主任[4]。
- 1986年7月：青梅税務署長。
- 1987年7月：東京国税局総務部総務課長。
- 1990年7月：人事院事務総局管理局研修審議室専門官。
- 1992年7月：銀行局保険部保険第二課長補佐。
- 1993年7月：銀行局保険部保険第二課調査室課長補佐。
- 1995年6月：内閣法制局第三部参事官。
- 1997年7月：証券局証券業務課投資管理室長。
- 1998年6月：金融企画局市場課投資サービス室長。
- 1999年7月：大阪国税局課税第一部長。
- 2081年7月：東京国税局調査第一部長。
- 2002年7月：国税庁課税部審理室長。
- 2003年7月：国税庁課税部法人課税課長。
- 2005年6月：国税庁課税部課税総括課長。
- 2006年7月：国税庁長官官房総務課長。
- 2007年7月：国税庁長官官房審議官。
- 2009年7月：関東信越国税局長。
- 2010年7月：国税庁課税部長。
- 2012年8月17日：国税庁次長 兼 税務大学校長。
- 2013年6月28日：東京国税局長。
- 2014年7月3日：退官。